# 李志奇
李志奇（1964年11月8日—），出生於台灣台北市，台灣男演員，籍貫河北雄縣。

## 家庭
父親是著名京劇表演藝術家李環春，媽媽是書法家、電台主播沈涪，雙胞胎哥哥李志希。女兒李浩禎。

## 感情
曾就讀於國光藝校二期，學生時代與楊麗菁交往4年，當兵後分手。此後曾與聯袂主演《新天仙配》的香港演員羅慧娟相戀，但因兩人經常分隔兩地，戀情未能進一步發展下告終。

## 作品

### 電視劇
| 年份   | 頻道 | 劇名                           | 飾演   |
| ------ | ---- | ------------------------------ | ------ |
|        |      | 《保鏢》                       |        |
|        |      | 《鄉野傳奇》                   |        |
| 1990年 | 中視 | 《希望之鴿》                   | 黎子涵 |
| 1992年 | 台視 | 《那串響亮的日子》             | 李家新 |
| 1994年 | 台視 | 《唐太宗李世民》               | 突利   |
| 1997年 |      | 《新天仙配之七仙女正傳》       | 董永   |
| 1998年 | 台視 | 《布袋和尚》第五單元：千里尋母 | 周大少 |
| 2002年 | 中視 | 《新蜀山劍俠》                 | 追風   |

### 電影
| 年份   | 片名                 | 飾演     |
| ------ | -------------------- | -------- |
| 1983年 | 《竹劍少年》         |          |
| 1984年 | 《小爸爸的天空》     | 賀杰龍   |
| 1985年 | 《街頭浪子》         | 小劉     |
| 1986年 | 《北投最後一班列車》 |          |
| 1986年 | 《超級市民》         |          |
| 1986年 | 《小鎮醫生的愛情》   |          |
| 1989年 | 《過河小卒》         |          |
| 1990年 | 《又見操場》         | 趙念聖   |
| 1990年 | 《七月鬼門開》       | 陳端祥   |
| 1990年 | 《新十二生肖》       | 鼠肖     |
| 1993年 | 《電腦選妻》         |          |
| 2012年 | 《寶米恰恰》         | 寶米爸爸 |

## 配音
- 1997《大力士》國際中文配音

## 外部連結
- 李志奇的Facebook專頁
- 李志奇在互联网电影资料库（IMDb）上的資料（英文）
- 李志奇在香港影庫上的簡介
- 李志奇在豆瓣上的资料（简体中文）
- 李志奇在时光网上的簡介（简体中文）